# I'll Go Crazy (New Dada)
I'll Go Crazy è l'unico album pubblicato dai New Dada nel 1966. Stampato su LP per la Bluebell, è stato successivamente ristampato in CD ed LP dalla On Sale Music.

## Tracce

### LP
Lato A
1. I'll Go Crazy (James Brown)
2. 15a frustata (Ermanno Parazzini, Wavan)
3. Who'll Be The Next In Line (Ray Davies)
4. Batti i pugni (Arfemo, Wavan)
5. Lawdy Miss Clawdy (Lloyd Price)
6. L'amore vero (Federico Monti Arduini, Wavan)

Lato B
1. T Bird (Bill Anderson, Ermanno Parazzini)
2. Non dirne più (Chris Kenner, Dave Bartholomew, Ermanno Parazzini)
3. La mia voce (Del Shannon, Mogol, Ricky Gianco)
4. Jenny Jenny (Enotris Johnson, Richard Penniman)
5. Domani sì (Federico Monti Arduini, Franco Califano)
6. C'è qualcosa (Wavan)

### CD
1. I'll Go Crazy – 3:06 (James Brown)
2. 15a frustata – 3:18 (Ermanno Parazzini, Wavan)
3. Who'll Be The Next In Line – 2:19 (Ray Davies)
4. Batti i pugni – 2:28 (Arfemo, Wavan)
5. Lawdy Miss Clawdy – 1:58 (Lloyd Price)
6. L'amore vero – 2:21 (Federico Monti Arduini, Wavan)
7. T Bird – 2:15 (Bill Anderson, Ermanno Parazzini)
8. Non dirne più – 3:28 (Chris Kenner, Dave Bartholomew, Ermanno Parazzini)
9. La mia voce – 2:45 (Del Shannon, Mogol, Ricky Gianco)
10. Jenny Jenny – 2:17 (Enotris Johnson, Richard Penniman)
11. Domani sì – 2:09 (Federico Monti Arduini, Franco Califano)
12. C'è qualcosa – 2:12 (Wavan)
13. Lady Jane – 3:44
14. Sick And Tired – 3:14
15. Lady Jane (Strum. Drums Version) – 3:18
16. Lady Jane (Strum. Version) – 3:38

## Edizioni
- 1966 - I'll Go Crazy (Bluebell, BBLP 37, LP)
- 1996 - I'll Go Crazy (On Sale Music, 52 OSM 011, CD)
- 2012 - I'll Go Crazy (On Sale Music, 64 OSMLP 002, LP)